# Eriocraniidae
Gli Eriocranidi (Eriocraniidae Tutt, 1899) sono una famiglia di lepidotteri, diffusa con una trentina di specie in Eurasia e America settentrionale. Sono i soli rappresentanti dell'infraordine Dacnonypha Hinton, 1946 e della superfamiglia Eriocranioidea Rebel, 1901; viene considerata una delle famiglie più primitive dei lepidotteri.

## Descrizione
L'apertura alare va da 8 a 15 mm. Hanno ali lunghe e strette, colori metallici, antenne filiformi relativamente corte. L'apparato boccale dell'adulto è una via di mezzo tra quello masticatore (con le mandibole presenti anche se non funzionanti) e quello succhiatore proprio dell'ordine.

## Ciclo vitale ed abitudini alimentari
La maggior parte delle specie vola di giorno, ma alcune sono attive di notte. Le farfalle non visitano i fiori, ma succhiano la linfa dalle gemme.

Gli adulti compaiono molto presto in primavera, in modo che i loro bruchi possano nutrirsi delle foglioline giovani. La femmina presenta all'estremità dell'addome un ovopositore  con il quale perfora l'epidermide delle foglie (soprattutto Betulacee e Fagacee), deponendo le uova al loro interno, dove le larve apode scavano delle mine, che inizialmente hanno la forma di gallerie lunghe e strette ma negli stadi larvali successivi si allargano e diventano ampie. Dopo 4-6 settimane le larve mature cominciano a incrisalidarsi all'interno delle mine, ma successivamente la pupa, provvista di appendici libere, scende al suolo dove costruisce il bozzolo. Completato lo sviluppo la pupa dectica lo perfora grazie alle sue mandibole articolate e ne fuoriesce, dopodiché avviene lo sfarfallamento.

## Specie europee
In Europa sono presenti 9 specie, in Italia finora ne sono state trovate 5. Eriocrania sparrmannella può causare danni alle betulle.
- Dyseriocrania subpurpurella (Haworth, 1828)
- Eriocrania alpinella Burmann, 1958
- Eriocrania cicatricella (Zetterstedt, 1839)
- Eriocrania salopiella (Stainton, 1854)
- Eriocrania sangii (Wood, 1891)
- Eriocrania semipurpurella (Stephens, 1835)
- Eriocrania sparrmannella (Bosc, 1791)
- Heringocrania unimaculella (Zetterstedt, 1839)
- Paracrania chrysolepidella (Zeller, 1851)